# NGC 2164
NGC 2164 (другое обозначение — ESO 57-SC62) — рассеянное скопление в созвездии Золотая Рыба.
Этот объект входит в число перечисленных в оригинальной редакции «Нового общего каталога».
Является молодым и богатым скоплением. Вместе с NGC 2156, NGC 2159 и NGC 2172, вероятно, образовалось в одном и том же комплексе нейтрального водорода. Скопления имеют похожую металличность, но у них разные радиусы ядер. NGC 2164 является самым богатым скоплением среди этих четырёх.